# Alfredo Marbais du Graty
Alfred Louis Hubert Ghislain Marbais du Graty (también llamado Alfredo Marbais Du Graty, Alfred Marbais du Graty o Alfred Marbais du Graty; Mons, 5 de diciembre de 1823 - Bruselas, 20 de marzo de 1891) fue un naturalista, geógrafo e historiador belga. 	

## Biografía
Du Graty nace en la ciudad de Mons el 5 de diciembre de 1823, en el seno de una aristocrática familia belga. Realiza estudios en la Escuela Militar de Bruselas y llega a Brasil en 1850, como agregado militar a la delegación belga en Río de Janeiro. De allí viaja a la Argentina en 1851, donde interviene en las luchas contra Juan Manuel de Rosas. Ofrece sus servicios al general Justo José de Urquiza, quien lo incorpora al ejército entrerriano con el grado de sargento mayor de artillería.
En 1851, participa de la campaña contra el ejército sitiador de Montevideo como Jefe de la División San José. Asiste al pasaje del río Paraná por el ejército libertador y toma parte en la batalla de Caseros, en 1852.
Organizado el país constitucionalmente, como la Confederación Argentina, Du Graty continúa en el ejército prestando servicios en Entre Ríos. En 1854, nombrado edecán del presidente Urquiza, es promovido a coronel efectivo. En ese año, el ministro de Guerra lo comisiona juntamente con Marcos Paz para practicar una inspección de la línea de defensa contra los indígenas, establecida desde la época colonial a lo largo del río Salado.
Pronto, Du Graty relega la carrera de las armas por la ciencia. Creado el Museo Nacional en Paraná, fue designado director en 1854, y tuvo a su cargo la organización, estudio y clasificación del material, desempeñándose en ese lugar hasta 1857, año en que renuncia, siendo nombrado en su reemplazo el naturalista francés Augusto Bravard. La firma de un contrato de explotación de minas en Catamarca por Urquiza lo convierte en administrador del establecimiento, que debía dirigir personalmente.
En 1855, es comisionado para preparar la muestra argentina para la Exposición Universal de París. Du Graty redacta entonces una Memoria sobre la riqueza minera de la Confederación Argentina, que llama la atención en algunos centros de Europa, según la opinión de Alberdi, y dos años después, otro sobre producción agrícola, con el mismo objetivo.
En 1856 es elegido diputado suplente por la provincia de Tucumán, cargo que desempeña hasta 1858. En esa fecha es elegido por la provincia de Santiago del Estero, siendo su diploma impugnado, dado que no tenía cuatro años de ciudadanía en ejercicio. El 20 de abril de 1858 le es otorgada la carta de ciudadanía argentina por el vicepresidente Salvador María del Carril, en ejercicio de la presidencia.
Más tarde, es nombrado jefe de la Artillería de Rosario, y, terminada esta comisión, se incorpora al periodismo como redactor de El Nacional Argentino, órgano oficial del gobierno. Además, es nombrado oficial mayor de la Aduana y del Ministerio de Relaciones Exteriores.
En 1858, en París, publica el libro La Confederación Argentina (La Confédération Argentine), obra destinada a ilustrar a sus compatriotas acerca del país donde podían radicarse. Dedica una sección a topografía, comercio e industrias, y en especial a cultivos y minas. La obra, que consta de cinco capítulos, un apéndice documental y un destacado material ilustrativo, es la satisfacción del proyecto de Urquiza de promover el país ante la mirada de los europeos, a los que imaginaba como la mano de obra que debía impulsar la producción y la cultura argentinas.
Luego de la batalla de Pavón, a fines 1861 o principios de 1862, regresa a Bélgica, designado como "Encargado de Negocios" por el gobierno del Paraguay ante Lieja, Bélgica y Prusia.
En sus últimos años ocupa la Subsecretaría de Estado en los Ministerios de Finanzas y Relaciones Exteriores y es director fundador del Museo Nacional. También es nombrado vicepresidente de la Sociedad Universal para el fomento de las Artes y las Industrias, miembro correspondiente de la Asociación de Amigos de la Historia Nacional de La Plata, de la Sociedad Geográfica de Berlín, de la Sociedad Real de Anticuarios del Norte, del Ateneo de las Artes, las Ciencias y las Letras de París, y de otras importantes academias científicas de América y Europa.
Du Graty fallece en Bruselas, Bélgica, el 20 de marzo de 1891, a los 67 años.

## Du Graty y la meliponicultura
En su libro titulado La República del Paraguay (1862), Du Graty hace referencias a las abejas de Paraguay. En su versión traducida al español por Carlos Calvo se puede leer:

Entre los insectos útiles, es necesario citar la cochinilla, muy abundante en el Paraguay en diferentes especies de cactos, y las abejas, de las que existen varias clases que producen mucha miel, cera y resina.

Las abejas de América trabajan como las de Europa, y su miel es análoga. Las unas hacen sus nidos en los huecos ó en los troncos de los árboles; las otras, en la tierra ó en colmenas que construyen y atan á las ramas de los arbustos ó de los arboles. La especie mas común forma con tierra y con pequeños residuos de hojas y de flores su colmena ó panal, muy semejante á un cartón ordinario; otras lo forman de cera; y en fin, la especie conocida bajo el nombre de Yatéi produce con abundancia una materia resinosa negra, muy aromática, de un olor semejante á la resina del estoraque, que no es otra cosa que un residuo de propóleos. La abeja pequeña Yatéi se encuentra sobre todo en las Misiones. 
Habiendo sido sometido el propóleos de la abeja Yatéi con los pormenores correspondientes al análisis, ha dado lugar al informe siguiente (1):
El producto es una sustancia resinosa que tiene el color gris negro de la escamonea. Los pedazos delgados son algo transparentes, y tienen un tinte rojo con algunas partes pálidas, tirando al ámbar amarillo, pero mas opaco y como cera sucia. Su consistencia es seca, pero bastante dura y con una propiedad algo elástica.
- (1):  El informe y el análisis son de M. Van Bastelaer (Désiré Alexandre Van Bastelaer). (2)

El peso especifico es de 1,07. Su sabor es algo perceptible, lijeramente astringente, dejando en la lengua una sensación de frío apénas perceptible. Se reblandece con la masticación. Cuando está fría, el olor de la resina en pedazos se percibe poco; pero se desarrolla mucho por medio de la pulverización y de la trituración. Es una mezcla del olor aromático pero exagerado de la cera, y del olor nauseabundo del asa-fétida. Cuando se quema esta materia, haciéndose mas empireumático el olor, se parece al del estoraque mezclado con el cautchú.
Evidentemente, desde el primer examen esa materia no es un cuerpo homogéneo, sino una mezcla de sustancias heterogéneas. Así expuesta á un calor graduado, sin que haya una completa fusión, se humedece con una materia grasienta que resuda en el estado líquido de 68 á 69 grados centígrados. El resto no se reblandece sino mucho más tarde, y solo se funde en parte.
El alcohol frío disuelve dos tercios de sustancia resinosa y deja un tercio de materia seca, sin cohesión, que cede á la benzina algo ménos de la mitad de cera. Es cera ordinaria, con todas las propiedades de este cuerpo. El residuo dejado por la benzina es una materia pulverulenta de color leonado, sin olor, insípido, infundible, insoluble en cualquier vehículo, aun en la solución de potasa, con el aspecto de madera podrida, carbonizándose, con unos vapores y un olor análogos á los vapores ácidos y lagrimosos de la madera puesta en circunstancias idénticas. Esta sustancia deja cinco por ciento de ceniza.
La resina separada por el alcohol se combina con óxido de cobre, cuando se coloca en presencia de una solución alcohólica de acetato; pero parte de ella forma un resinato insoluble, y la otra un resinato soluble. El primero se precipita, y no es atacado ni por el alcohol, ni por el aceite de petróleo, ni por la benzina, ni por el éter rectificado. Es debido á una resina componente que yo llamaría alpha, y que forma los dos tercios de la resina total.
El otro tercio, aunque combinado con el óxido de cobre, queda disuelto en el alcohol, y es necesario emplear muchísima agua para precipitarlo en el estado de copos verdes. Aun entónces, no se separa del líquido acuoso sino lentamente y por medio de la acción de un calor prolongado. El precipitado se disuelve en el éter con la mayor facilidad. Disuelto de nuevo en el alcohol, se descompone por medio de los ácidos; pero la resina no se une sino con grandísima dificultad, permaneciendo en suspensión intima y formando un líquido lechoso.
El peso de esa resina, que llamaré beta, es la mitad de la resina alpha.
Esa resina beta tiene una reacción ácida, sensible tan solo al calor, en el papel de girasol. Es resina poco refractaria en los disolventes, débilmente electro-negativa, y goza de los caracteres de la tercera clase de resina establecida por Unverdorben.
En cuanto á la resina alpha, cede poco á los disolventes, parece mas oxigenada, posee una reacción ácida aun al frío, y sobre todo tiene mayor energía de combinación. Se une á los diversos álcalis, aun al carbonato de soda, disolviéndose en él, contrario á lo que tiene lugar respecto á la resina beta.

En cuanto á las propiedades físicas, esas dos resinas se confunden y forman una mezcla trasparente color leonado, á la cual pueden aplicarse las propiedades físicas dadas al principio. En efecto, esta resina complexa es la que presta sus caracteres á la mezcla estudiada.

En esta tabla se grafica la composición del producto referido por Du Graty:
| Producto                           | Porcentaje |
| ---------------------------------- | ---------- |
| Cera ordinaria                     | 20         |
| Materia extraña leñosa             | 19         |
| Resina alpha, muy electro-negativa | 41         |
| Resina beta, poco electro-negativa | 20         |
| Un poco de aceite esencial         |            |
| Total                              | 100        |

Además, en otra parte del libro se cita:

Los Indios recogen este propóleos, que producen con abundancia las, abejas Yatéi, lo reducen á barras, vaciándolo en bambúes, y es entre ellos objeto de un reducido comercio que podría adquirir alguna importancia, porque esta materia puede aprovecharse para la industria.

En la actualidad, reemplaza algunas veces el incienso, y la medicina la usa en algunos casos.
- (2): M. Van Bastelaer (Désiré Alexandre Van Bastelaer), según comenta en la página 262 Du Graty, tenía un laboratorio de ensayos en Charleroi, uno de los grandes centros industriales metalúrgicos de Bélgica.

## Pueblo bautizado en su honor
En 1942, un decreto del gobierno argentino impuso el nombre de Coronel Du Graty a una población de la provincia del Chaco, situada a pocos kilómetros de Villa Ángela.